# Юсов, Борис Петрович
Борис Петрович Юсов (20 июля 1934 года—14 декабря 2003 года) — советский и российский учёный-педагог, член-корреспондент РАО (1993).

## Биография
В 1984 году — защитил докторскую диссертацию, тема: «Проблема художественного воспитания и развития школьников».
В 1987 году инициировал создание Лаборатории комплексного взаимодействия искусств Института художественного образования РАО, которую возглавлял на протяжении многих лет.
В 1990 году — избран членом-корреспондентом АПН СССР, в 1993 году — стал членом-корреспондентом Российской академии образования, состоял в Отделении образования и культуры.
Сфера научных интересов: преподавание изобразительного искусства в начальной школе.
Под его руководством разрабатывались интегрированные полихудожественные образовательные программы на базе отдельных видов искусства: музыки, изобразительного искусства, литературы, театра

## Основные труды
- Взаимодействие и интеграция искусств в полихудожественном развитии школьников: рекомендации к разработке комплексных программ по искусству для школ и внешкольных занятий / Под общей редакцией профессора Г. Г. Шевченко, профессора Б. П. Юсова. — Луганск, 1990;
- Юсов Б. П. Современная концепция образовательной области " Искусство " в школе // Изв. Рос.акад. образования. — 2001. — N 4. — С. 64—73;
- Юсов Б. П. Новые горизонты школьного искусства и культуры // Искусство в условиях модернизации школьного образования и воспитания. — М.: Ин-т художеств.образования РАО, 2003. — С. 5—28;